# Chip (telecomunicazioni)
Nella trasmissione digitale, il chip è l'unità elementare di una sequenza di rumore pseudo-casuale (pseudo-noise, PN) utilizzata per generare uno spettro espanso. Fisicamente, un chip è un impulso elementare. I chip sono alla base di codifiche e tecniche di modulazione come DSSS e CDMA, usate per esempio nella trasmissione wireless.

## Descrizione
In un sistema binario a sequenza diretta, un chip è rappresentato da un impulso rettangolare di ampiezza +1 o -1 di durata {\displaystyle t} minore della durata di un singolo simbolo. L'espansione dello spettro si ottiene aumentando il numero di transizioni per unità di tempo, generando una sequenza di chip che viene poi moltiplicata con la sequenza dei dati informativi (i bit di dati), a loro volta rappresentati da impulsi di ampiezza +1 o -1, e con la forma d'onda della portante, per ottenere il segnale effettivamente trasmesso sul canale. I chip quindi non sono altro che i bit di una sequenza specifica prodotta da un codificatore per generare rumore pseudo-casuale, chiamati con un altro nome per evitare confusione con i bit del contenuto informativo vero e proprio (i dati da trasmettere). L'effetto di rumore pseudo-casuale si ottiene ripetendo nel tempo la stessa sequenza di chip.
I chip consentono di ottenere uno spettro più ampio (diffusione o espansione) grazie alla condizione per cui ogni simbolo dell'informazione viene distribuito su più chip. Risulta quindi che la frequenza con cui vengono emessi i chip (chip rate), che determina la larghezza della banda risultante, è maggiore rispetto alla frequenza di simbolo (symbol rate), che indica la larghezza di banda minima per la trasmissione dell'informazione. Il rapporto tra queste due frequenze è detto fattore di diffusione (Spread Factor, SF) o guadagno di processo ed è definito come:
{\displaystyle {\mbox{SF}}={\frac {\mbox{chip rate}}{\mbox{symbol rate}}}}